# Metylofosfonin O-etylo-O′-(2-diizopropyloamino)etylu
Metylofosfonin O-etylo-O′-(2-diizopropyloamino)etylu, QL (oznaczenie natowskie) – fosforoorganiczny związek chemiczny z grupy fosfoninów, ester kwasu metylofosfonawego, Me−P(H)(O)OH. Jest prekursorem gazu bojowego VX stosowanego w amerykańskiej broni binarnej. Znajduje się w części B wykazu 1 Konwencji o zakazie broni chemicznej oraz na liście prekursorów bojowych środków trujących Grupy Australijskiej.

## Właściwości
QL jest lepką cieczą o silnym zapachu ryb. Jest bardzo reaktywny i podatny na utlenianie oraz nierozpuszczalny w wodzie, w kontakcie z którą gwałtownie hydrolizuje. W jej nadmiarze tworzą się 2-diizopropyloaminoetanol (i-Pr
2NCH
2CH
2OH), etanol i kwas metylofosfonawy, Me−P(H)(O)OH. Natomiast w obecności śladów wody lub innego donora protonów następuje wymiana ligandów i powstaje łatwopalny metylofosfonin dietylu oraz metylofosfonin O,O′-bis(2-diizopropyloamino)etylu.

## Zagrożenia
Związek ten jest szkodliwy po wchłonięciu drogą doustną lub oddechową, a jego kontakt ze skórą lub oczami powoduje miejscowe podrażnienia. Dłuższe wdychanie par wywołuje bóle głowy i nudności. Wykazuje słabe działanie inhibicyjne na acetylocholinoesterazę, ale jest szybko usuwany z organizmu. Badania na zwierzętach wykazały jego neurotoksyczność.
Znacznie bardziej toksyczne niż sam QL są produkty jego hydrolizy oraz produkowany z niego VX.

## Historia
QL był kluczowym składnikiem przy produkcji VX. Wykorzystano go także w broni binarnej, opracowanej w Stanach Zjednoczonych pod koniec lat 60. XX wieku, której produkcję rozpoczęto jednak dopiero w połowie lat 80. QL stosowany był w 500-funtowych bombach BLU-80/B „Bigeye” wraz z siarką rombową (oznaczaną jako NE) lub dimetylopolisiarczkiem (NM) i z dodatkiem środka przeciw zbrylaniu. Po zrzuceniu bomby obie substancje mieszały się z wytworzeniem VX (oznaczanego jako VX-2 dla odróżnienia od unitarnego VX). Wydajność tej reakcji jest opisywana różnie: <40% lub nawet 70–80%. Przyjmując nawet niższą wydajność, ilość powstającego VX była na tyle duża, aby broń ta była wystarczająco skuteczna. W związku z dwustronnymi porozumieniami pomiędzy USA i ZSRR na początku lat 90. dotyczącymi redukcji arsenału chemicznego oraz ratyfikacją Konwencji o zakazie broni chemicznej bomby „Bigeye” nie zostały wprowadzone na wyposażenie sił zbrojnych, ani nie weszły do masowej produkcji.
W 1996 roku Departament Obrony Stanów Zjednoczonych opublikował dane o wielkości amerykańskiego arsenału chemicznego, w których zadeklarowano posiadanie około 50 ton QL (ilość wystarczająca do produkcji około 400 bomb „Bigeye”). W 2003 roku Stany Zjednoczone zapowiedziały rozpoczęcie niszczenia zapasów QL i DF w ośrodku Pine Bluff Arsenal w stanie Arkansas. W kwietniu 2006 roku zakończono niszczenie składowanego w tym ośrodku DF i rozpoczęto przygotowania do neutralizacji QL (będącego w tym czasie jedynym pozostałym składnikiem amerykańskiej broni binarnej), która ruszyła w czerwcu tego samego roku. W październiku ogłoszono zakończenie niszczenia broni binarnej w Stanach Zjednoczonych, a produkty neutralizacji QL i DF zniszczono do listopada 2007 roku w ośrodku Texas Molecular w Deer Park.
Łączna ilość QL zadeklarowana do 31 grudnia 2002 roku przez wszystkie państwa należące do OPCW wynosiła 46 ton. W roku 2005 nie było żadnych informacji, aby jakiekolwiek państwo posiadało QL w celach militarnych.